# Злотув
Злотув (пол. Złotów, нем. Flatow) — город в Польше, входит в Великопольское воеводство, Злотувский повят. Имеет статус городской гмины. Занимает площадь 11,58 км². Население — 19,2 тыс. человек (на 2005 год).

## История
Первые поселения человека на месте города, согласно раскопкам, появились в VIII веке.
Первые упоминания о городе относятся к 1370 году.

## Фотографии

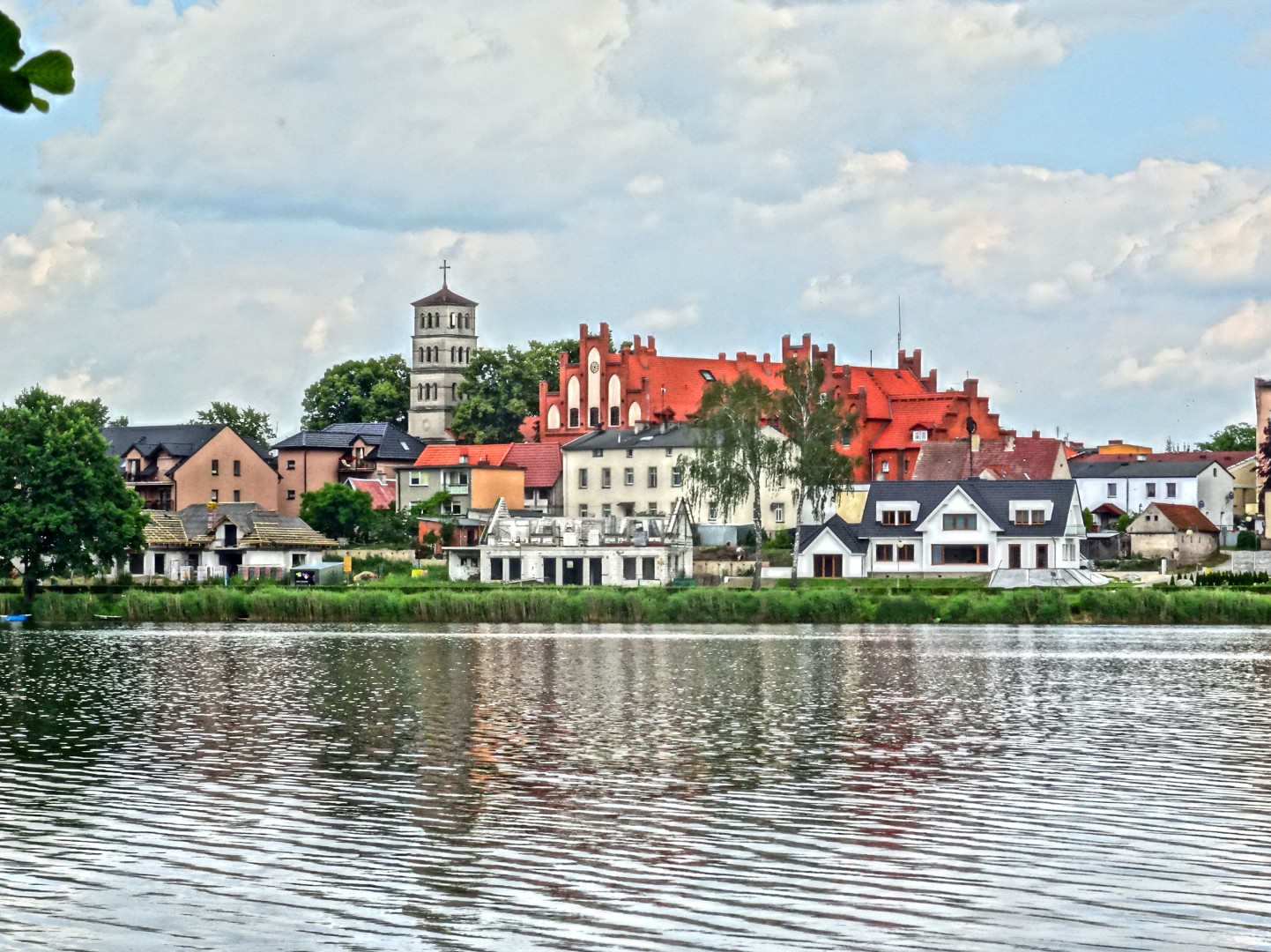
Вид на город
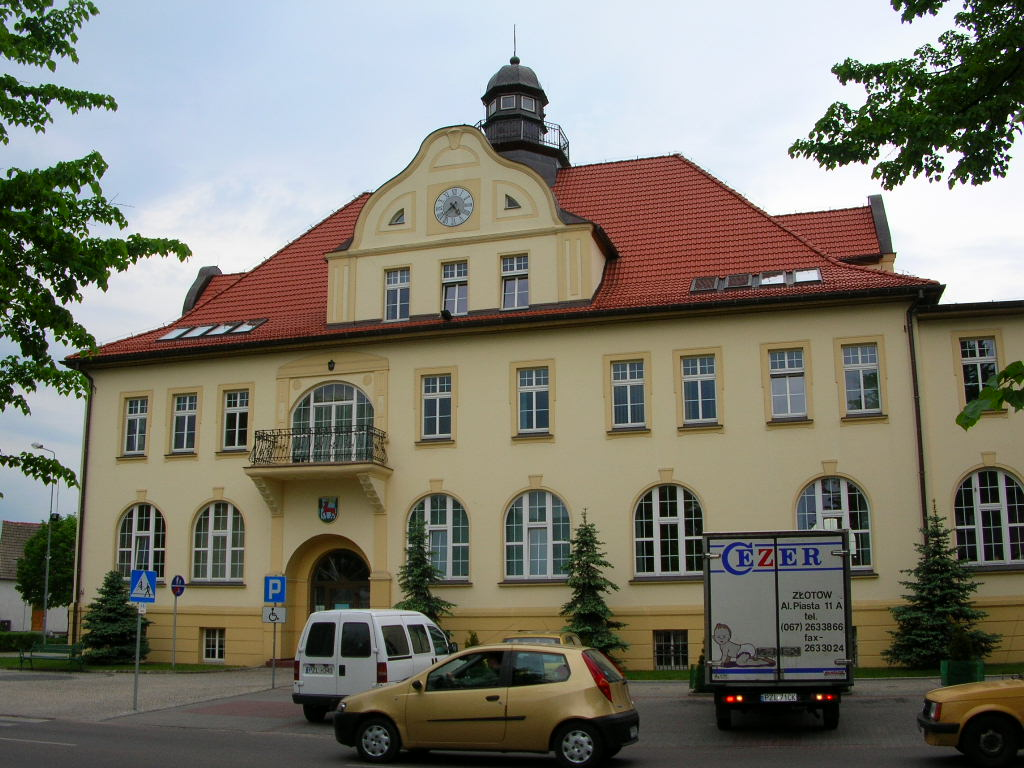
Ратуша
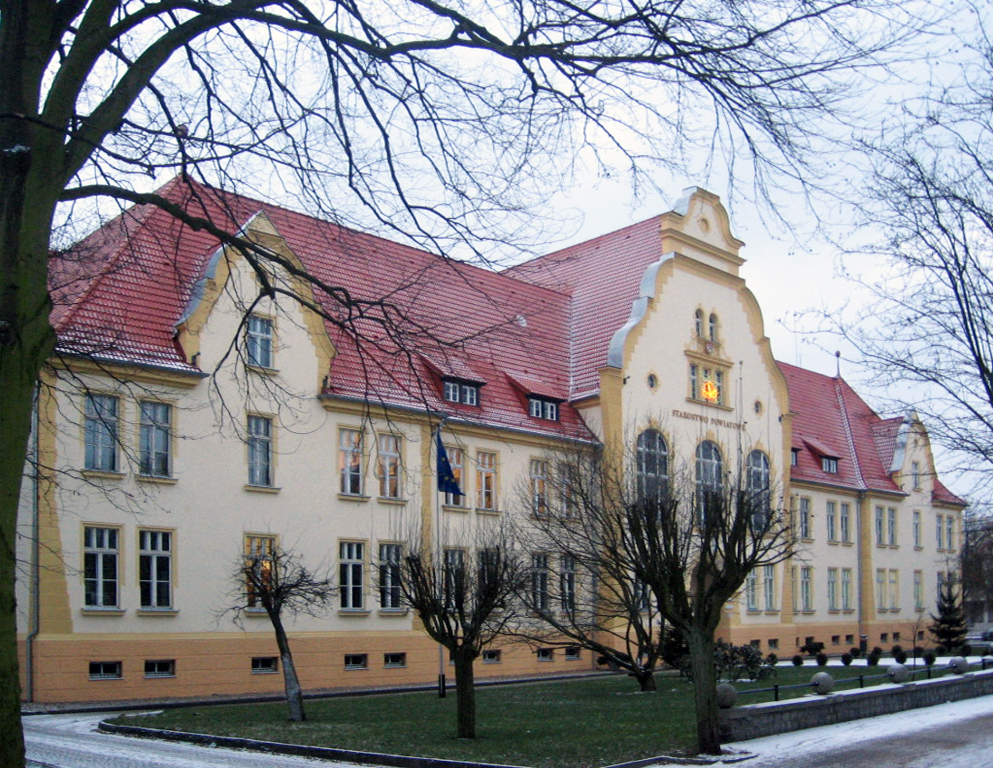
Управление повята
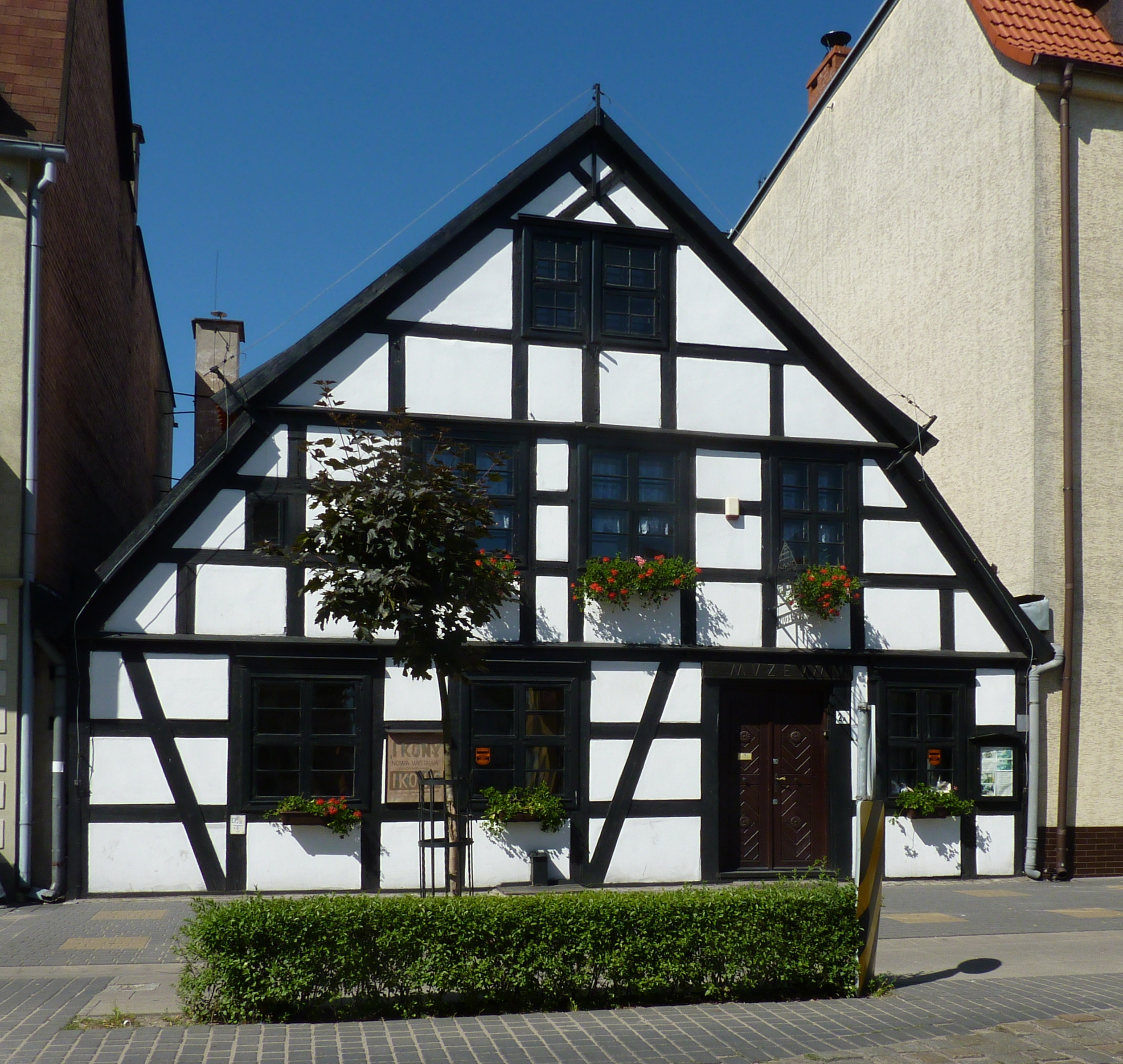
Музей
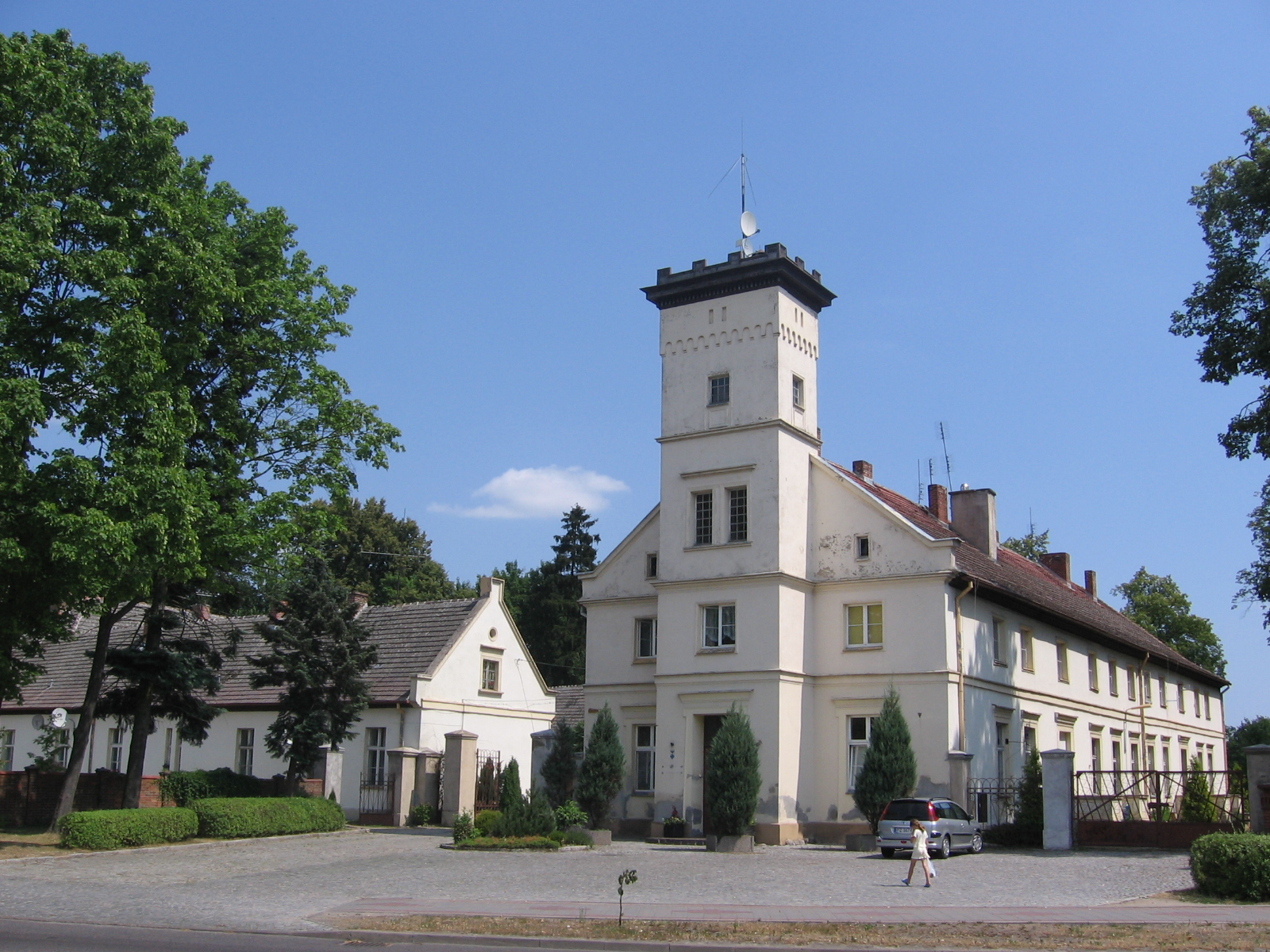
Дворец
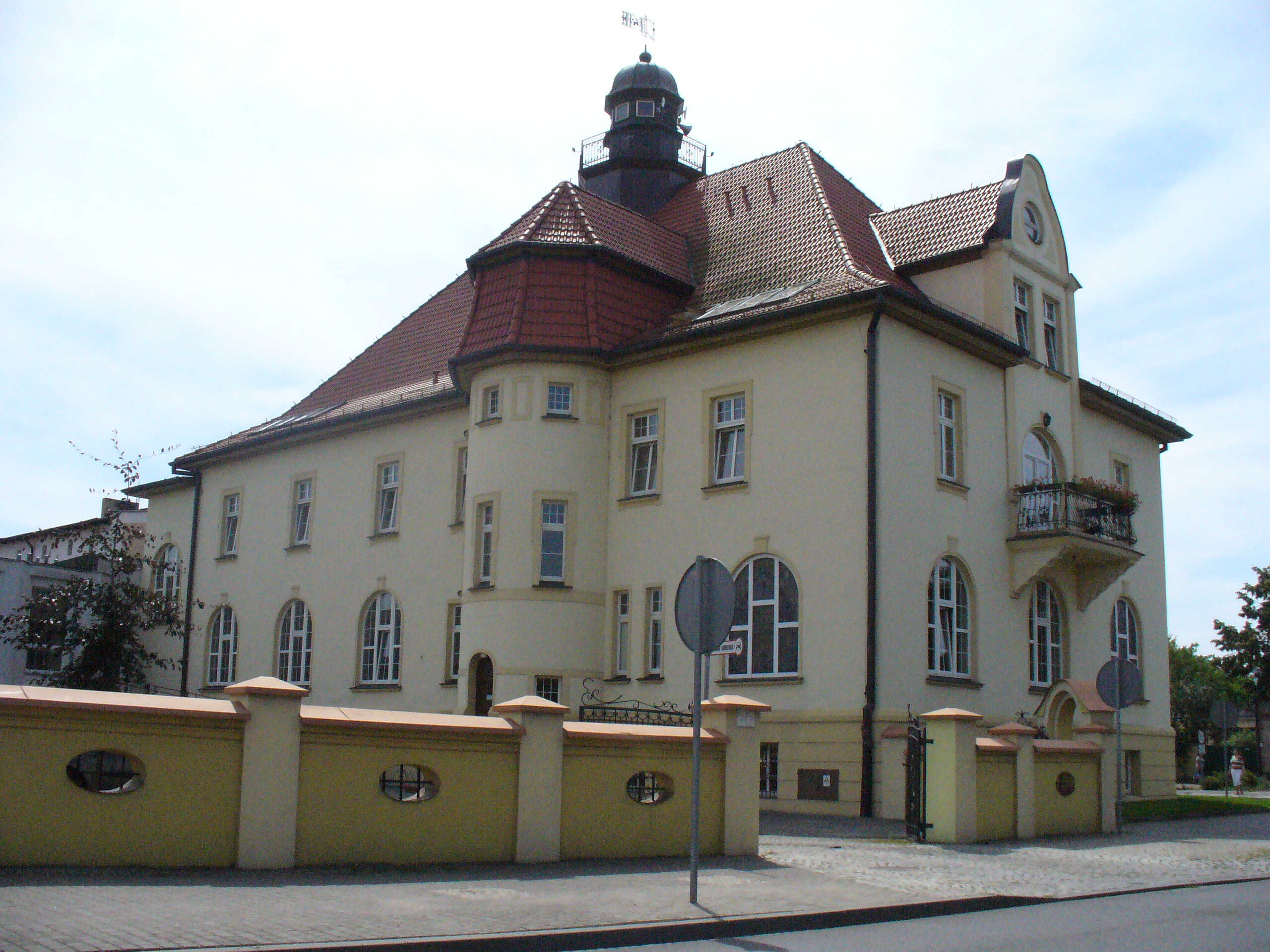
Дворец
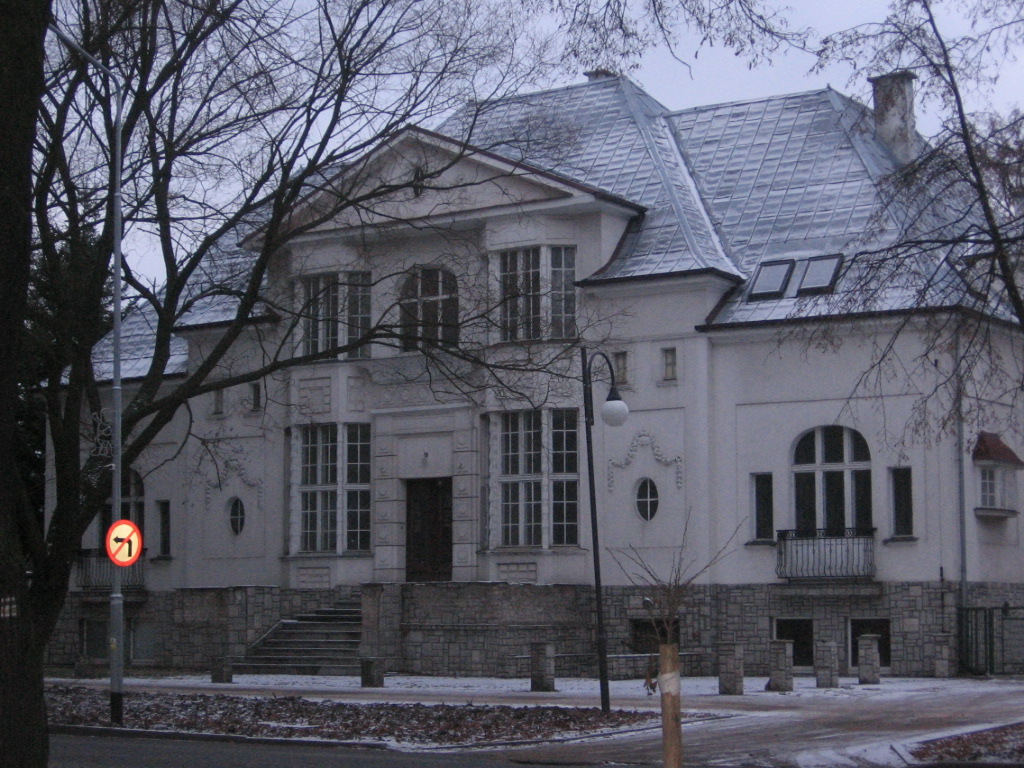
Вилла
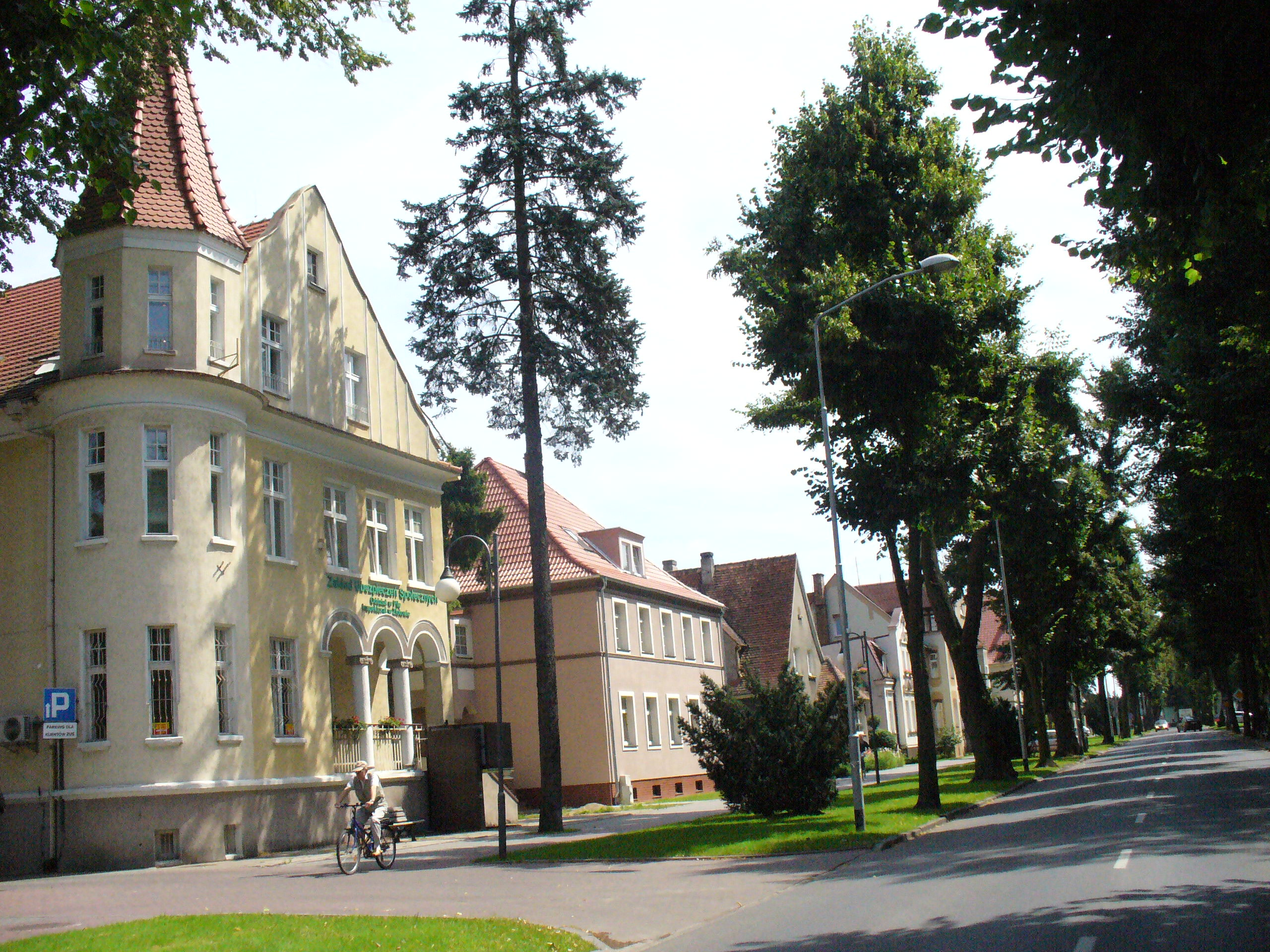
Улица со старинными зданиями
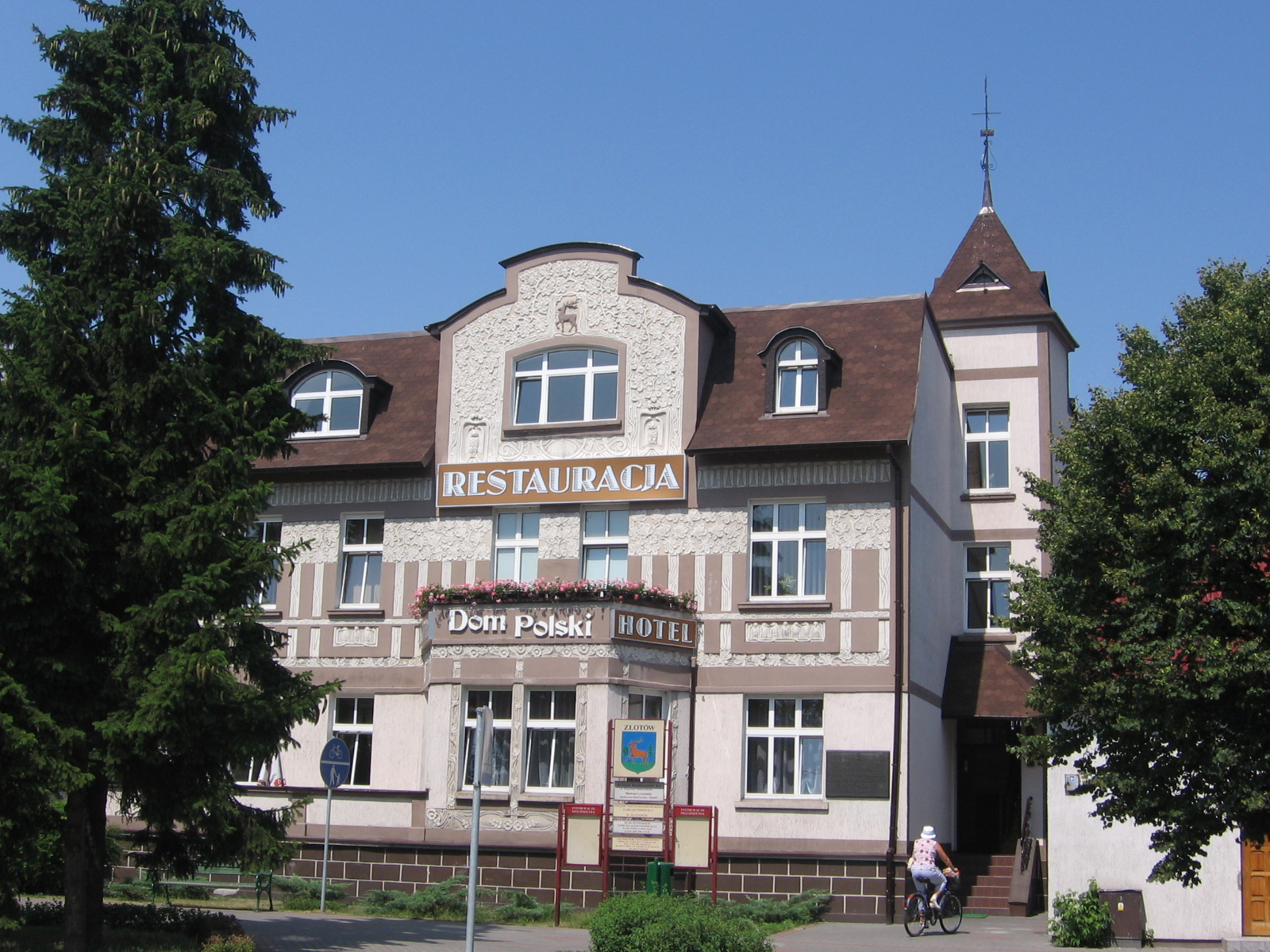
Отель и ресторан
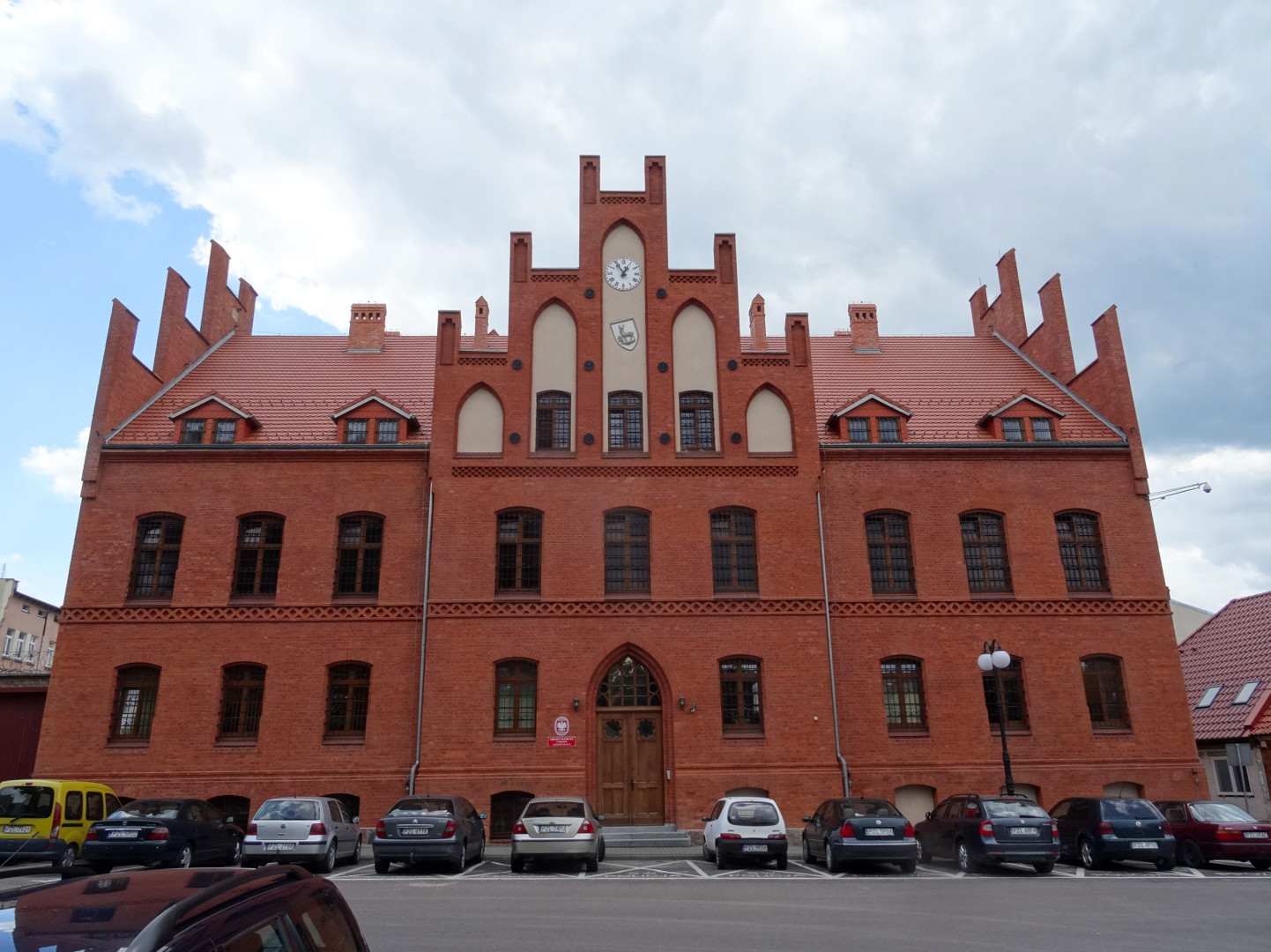
Здание тюрьмы
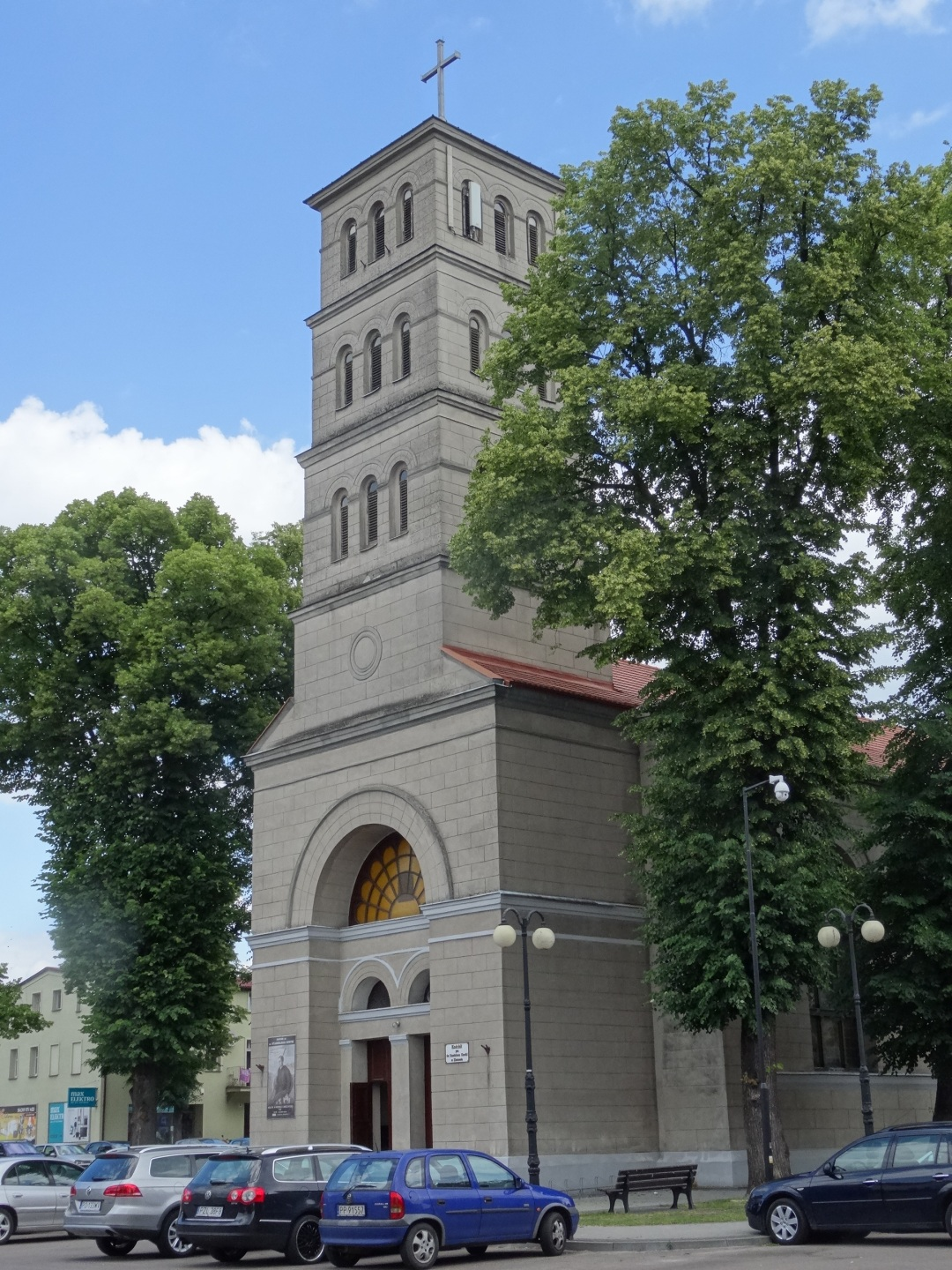
Церковь
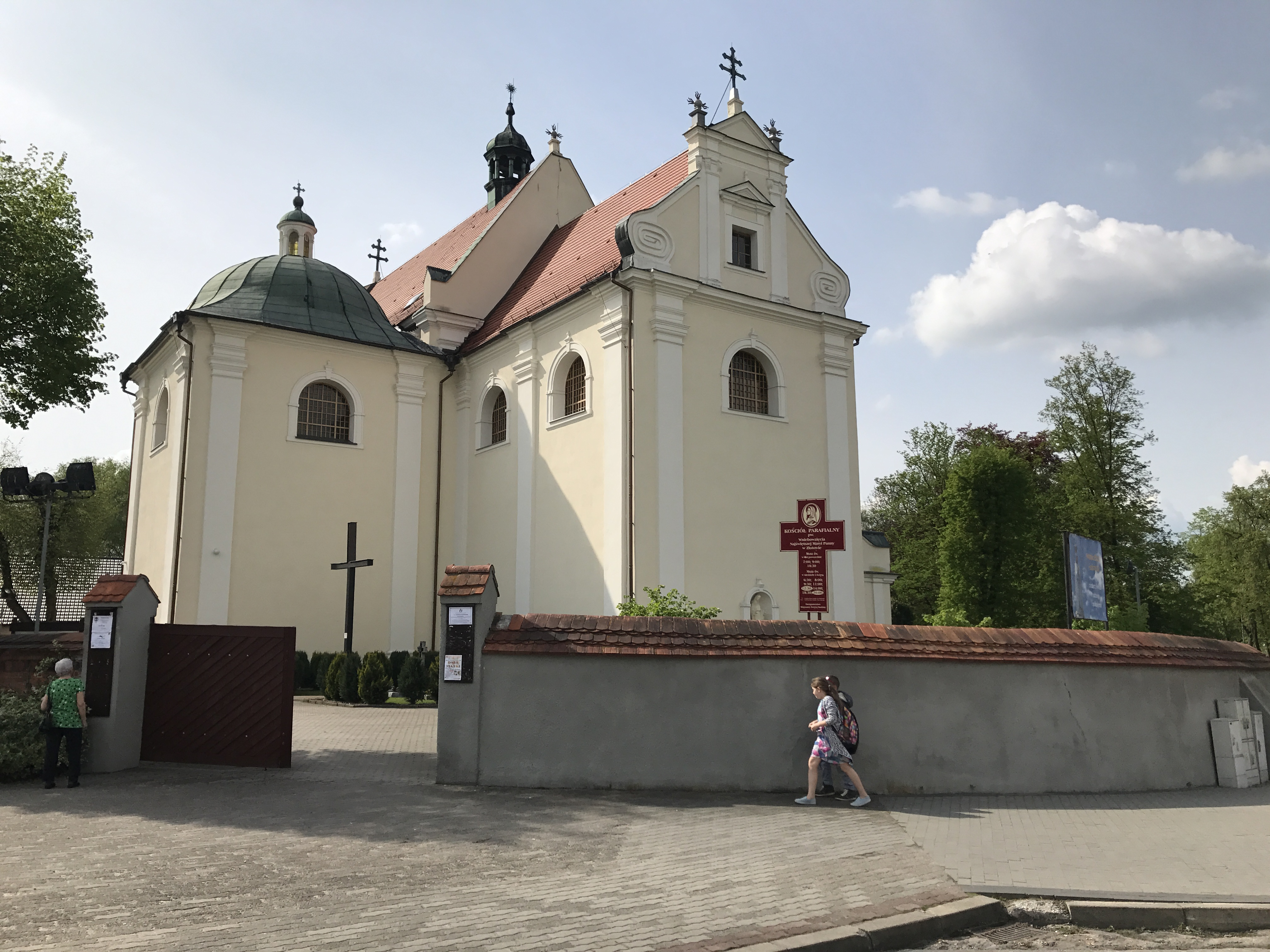
Церковь
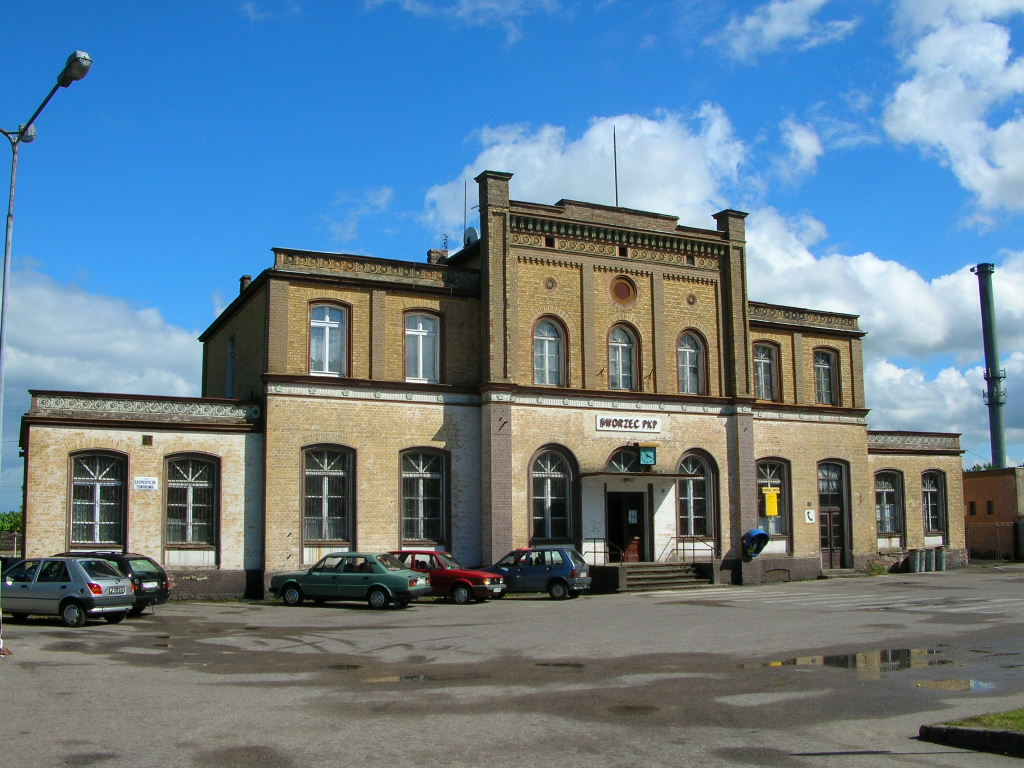
Вокзал